# Micro-Vett
Micro-Vett è stata un'azienda italiana specializzata nella produzione di autoveicoli elettrici.

## Storia

### Gli inizi
Micro-Vett viene fondata nel 1986 a Voltana di Lugo (RA) da parte di tre soci tra i quali i sigg. Galli e Giacomoni. Viene sviluppata e prodotta da zero la Lady, una vetturetta elettrica a quattro ruote simile agli attuali quadricicli.
A partire dal 1989 la cooperativa imolese Coop. Car acquisisce gradualmente le quote dei precedenti soci diventando azionista di maggioranza di Micro-Vett e trasferendone la sede sulle rive del Santerno. Durante questo periodo il management comprende le difficoltà legate alla costruzione della parte telaistica e decide quindi di concentrarsi sulla sola componente di elettrificazione. A tali fine viene avviata una partnership con Bedford per l'elettrificazione del Rascal, piccolo furgone per il trasporto di merci e persone che viene prodotto in diverse decine di unità.
Nel 1991 a seguito del fallimento della controllante Coop. Car, anche Micro-Vett viene dichiarata fallita e dopo un breve periodo di inattività, viene rilevata da Di Gioia Gaetano, già autore della sua acquisizione da parte della Coop. Car.

### Il Porter elettrico

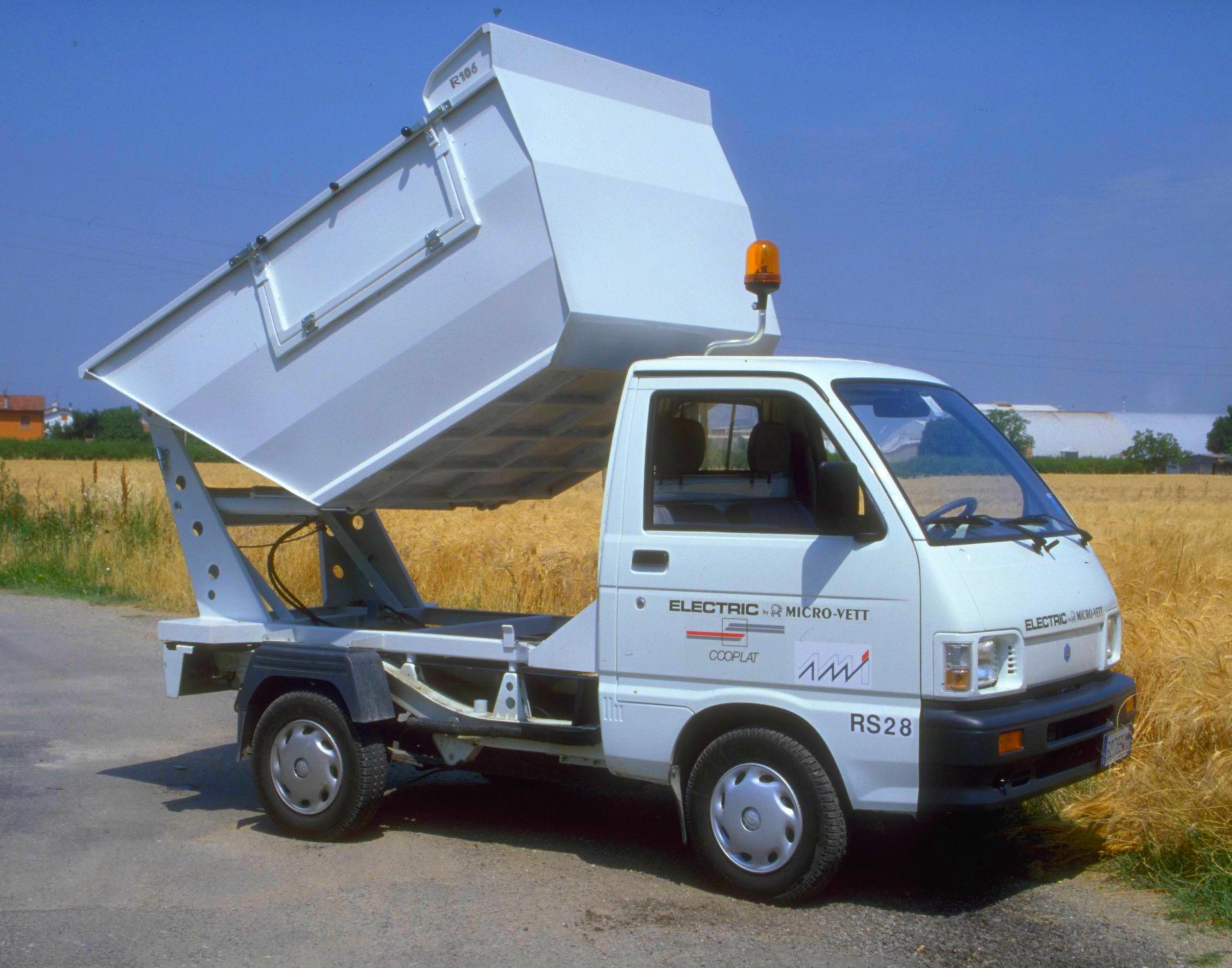
Il Porter Elettrico Micro-Vett

L'azienda imolese continua la produzione del Rascal, ma, visto lo scarso coinvolgimento della casa madre produttrice del veicolo, si indirizza verso la Piaggio con la quale, a partire dal 1994, viene avviata una collaborazione per l'elettrificazione del Porter.
Questo veicolo, grazie anche agli incentivi all'acquisto, incontra un notevole successo nel mercato italiano e viene prodotto dal 1994 al 2003 in circa 5000 esemplari. Le batterie al piombo forniscono un'autonomia di 60 km ed una velocità massima di 65 km/h. I veicoli vengono consegnati da Piaggio privi di motore endotermico nelle officine Micro-Vett e qui convertiti in elettrico. La vendita del veicolo completo viene effettuata nella quasi totalità dei casi direttamente da parte della Piaggio.
L'azienda partecipa in questo periodo a numerose manifestazioni sportive per veicoli elettrici, tra cui le 24 ore di Torino e il Rally di Monte-Carlo, aggiudicandosi risultati di prestigio.

### Le batterie Zebra e i nuovi veicoli
A partire dalla fine degli anni novanta, resasi disponibile la tecnologia delle batterie Zebra in grado di fornire una densità energetica circa quadrupla rispetto alle batterie al piombo, l'azienda avvia la produzione di diversi prototipi tra cui un Eurocargo in collaborazione con Iveco e diversi esemplari dello stesso Porter in versione alta autonomia.
A partire dal 2001 la gamma Micro-Vett viene ampliata con l'introduzione del Daily Elettrico e del quadriciclo Ydea di fabbricazione Casalini. Tuttavia l'elevato costo delle batterie Zebra ne limitano fortemente la diffusione sul mercato che risulta ancora dominato, per quanto riguarda le vendite Micro-Vett, dal Porter Piaggio.
Un altro veicolo che occupa un posto di rilievo nella produzione Micro-Vett è il Daily in versione bimodale, prodotto a partire dal 2004. Tramite l'inserimento di un motore elettrico sull'albero di trasmissione il veicolo può essere spinto o dal motore diesel originale o dal motore elettrico, garantendo una flessibilità di utilizzo unica nel suo genere. La ricarica delle batterie avviene sia da rete elettrica sia durante la marcia con il motore diesel. Il progetto viene presentato all'Iveco la quale però non si mostra interessata. Micro-Vett procede allora alla commercializzazione diretta del mezzo vendendone dal 2004 al 2011 circa 600 esemplari.

### Le batterie al litio e la gamma FIAT
La comparsa delle prime batterie al litio per uso automotive prodotte in Cina a costi contenuti a partire dal 2005, spinge l'azienda a testare questa tecnologia realizzando forse i primi prototipi europei di autoveicoli equipaggiati con batterie al litio.
L'azienda avvia così la produzione del Doblò FIAT in versione elettrica. Anche questo veicolo viene venduto direttamente da Micro-Vett al cliente finale, in quanto la trasformazione non viene esplicitamente supportata dall'azienda torinese. Le nuove batterie garantiscono un'autonomia fino a 150 km ma presentano alcuni problemi di sicurezza, che spingono Micro-Vett a testare diversi fornitori, per focalizzarsi in seguito su due produttori coreani.
Nel 2009 Micro-Vett avvia la produzione del Fiorino e del Qubo elettrici che incontrano un discreto successo di mercato sia italiano sia soprattutto europeo; infatti a partire dal 2007 l'azienda realizza una rete di distributori europei ed extraeuropei. I principali mercati divengono la Francia, la Germania, la Norvegia, i Paesi Bassi e la Spagna, ma veicoli vengono venduti anche in Russia, ad Hong Kong, in Finlandia e nei Paesi Baltici.

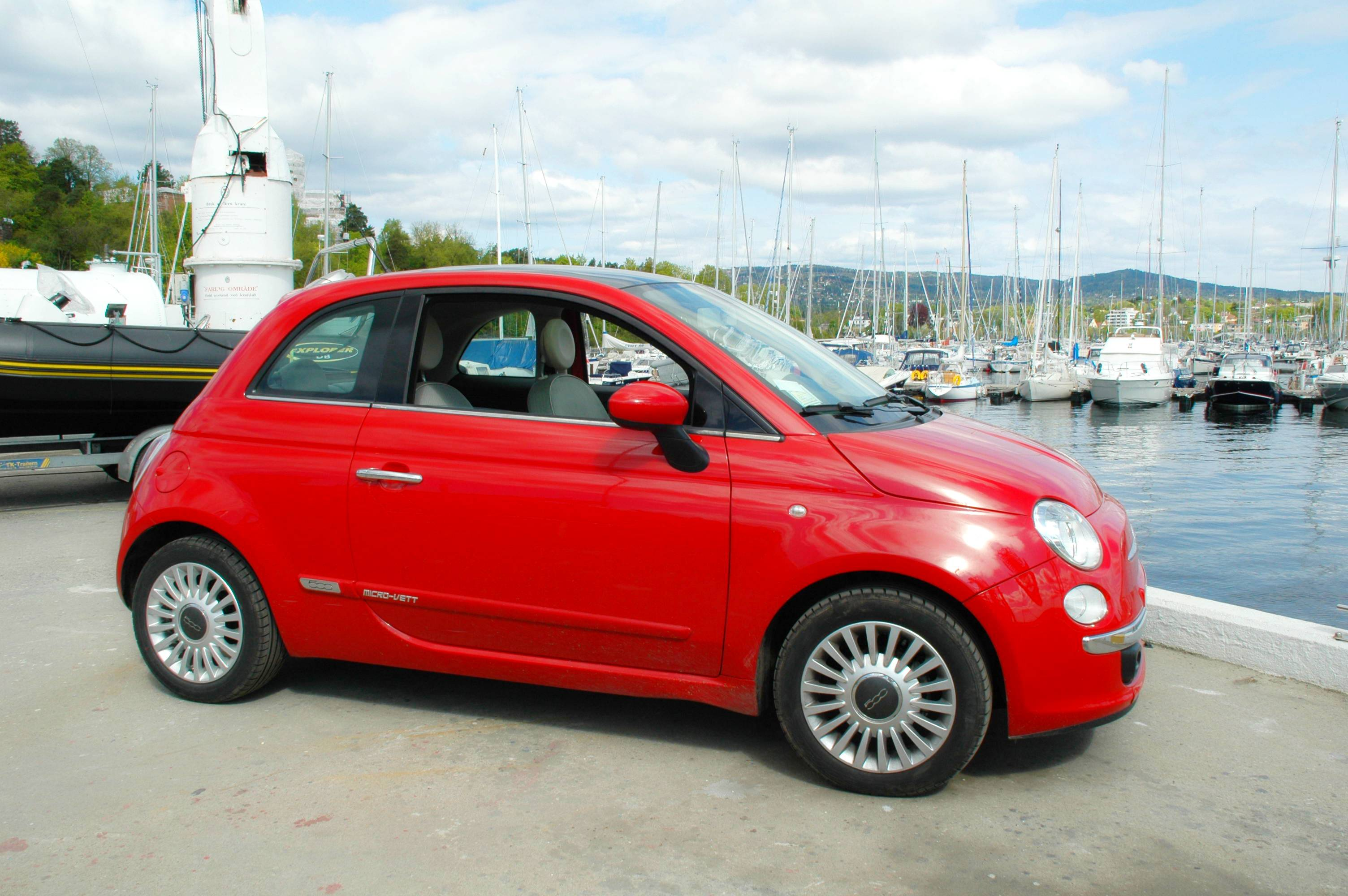
La Cinquecento Elettrica Micro-Vett

Sempre nel 2009 l'azienda imolese realizza la e500, versione elettrica della nuova FIAT 500 che viene presentata al salone di Londra dal distributore inglese Nice Car.
Successivamente viene anche realizzato il Ducato elettrico, in tutte le sue versioni e varianti. La configurazione delle batterie può essere dimensionata in funzione delle esigenze del cliente. Per questo veicolo viene avviata una collaborazione con la società francese Gruau, la quale installa sui veicoli i kit di elettrificazione forniti da Micro-Vett.
Interrotta già dal 2006 la collaborazione con Piaggio, la quale propone una versione del Porter elettrico realizzata autonomamente, Micro-Vett attiva una ricerca di un veicolo base similare. Rivelatasi infruttuosa una collaborazione con la Uz-Daewoo, sede uzbeka autonoma della Daewoo, ed altre collaborazioni con aziende cinesi o importatori italiani di veicoli cinesi, viene infine avviato un rapporto con la VEM che porta alla nascita dell'EdyOne nel 2011.

### Prototipi e progetti
Nel corso della sua storia Micro-Vett realizza numerosi altri prototipi a trazione elettrica, tra cui il bus Albatros in collaborazione con l'azienda TPL di Rimini, un Ducato con trazione endotermica anteriore ed elettrica posteriore in collaborazione con Al-Ko, un motociclo a tre ruote, un carro funebre bimodale, un escavatore completamente elettrico in collaborazione con Venieri, un battello bimodale per il trasporto di 70 persone, ecc..
Vengono altresì sviluppati i primi protocolli CHAdeMO per la ricarica rapida dei propri veicoli a 50 kW; inoltre l'azienda partecipa a numerosi progetti di rilevanza nazionale ed europea, tra cui l'iniziativa Green eMotion nell'ambito del 7° Programma Quadro EU.

### I clienti
Ad inizio 2011, quando l'azienda ha un fatturato di circa 17 milioni di euro ed occupa 50 addetti, la gamma veicoli comprende EdyOne, e500, Fiorino, Doblò, Ducato e Daily Bimodale.
Principali clienti sono enti pubblici e aziende di distribuzione, tra i quali Trambus, il Comune di Reggio Emilia, TIL, le Poste Italiane, il Comune di Torino, il Comune di Milano, l'Ospedale San Martino di Genova, il Parco nazionale delle Cinque Terre, VeLoCe di Vicenza, Bartolini, DHL, Acciona Madrid, EuroDisney Paris, La Poste France, Municipalité de Cannes, Mairie de Monaco, Comune di Mosca, RWE, ESB Ireland, ecc..

### La crisi
A partire dalla seconda metà del 2011, sia per la contrazione del mercato dei veicoli elettrici causata dalla crisi, sia per i debiti accumulati a causa di mancati pagamenti da parte di enti pubblici italiani, sia per problemi tecnici legati principalmente alla difettosità della componentistica, Micro-Vett entra in crisi e nel febbraio 2013 porta i libri in tribunale, che ne dichiara il fallimento.

### Il tentativo di rilancio
Dopo alcune aste giudiziarie andate a vuoto l'azienda viene rilevata nell'aprile 2014 dalla famiglia Bocchi che la trasferisce ad Altavilla Vicentina. La nuova azienda viene guidata da Claudio Cicero, già in organico alla precedente Micro-Vett e vincitore nel 2010 del Campionato del Mondo FIA Energie Alternative con una e500 Micro-Vett.
L'azienda, pur con un organico molto più limitato rispetto al periodo imolese, si concentra nella realizzazione di prototipi su base FIAT. Vengono infatti realizzati Panda, Fiorino e Doblò, tutti puramente elettrici. Particolarità tecnica di questi veicoli è l'applicazione di un'idea innovativa, che sarà poi brevettata, volta a mantenere tutti i servizi ausiliari azionati dalla cinghia del motore endotermico, garantendo minori costi e maggiore affidabilità.
FIAT mostra molto interesse verso questi prototipi e vengono pertanto avviati contatti con alcune aziende piemontesi volti a studiarne l'industrializzazione.
Tuttavia non si perviene ad un accordo e le attività vengono gradualmente rallentate ed infine fermate. A fine 2016 tutto il personale lascia Micro-Vett. Da metà 2019 il sito web non risulta più attivo.